# Julia Mesa
Julia Mesa (en latín, Iulia Mæsa; 7 de mayo c. 165-3 de agosto de 224) fue una dama romana, hija de Julio Basiano, sacerdote del dios del sol El-Gabal, el dios tutelar de Emesa (actual Homs), en la provincia de Siria, y abuela de los emperadores Heliogábalo (r. 218-222) y Alejandro Severo (r. 218-235).
Participó en el asesinato del primero para favorecer la ascensión al trono del segundo, que años más tarde también sería asesinado dando comienzo a la crisis del siglo III.
Al igual que su hermana menor, Julia Domna, estuvo entre las mujeres más importantes que ejercieron el poder detrás del trono en el Imperio romano. Después de la muerte de Caracalla, Julia Mesa rescató a la Dinastía Severa del usurpador Macrino (r. 217-218).

## Restauración de la dinastía
Julia Mesa se casó con el noble sirio Julio Avito, con quien tuvo dos hijas: Julia Soemias y Julia Mamea, ambas madres de emperadores. Después de la ascensión al trono de su cuñado, Septimio Severo, Julia Mesa se trasladó a Roma para vivir con su hermana. Tras el asesinato de su sobrino, Caracalla y el suicidio de Julia Domna, se vio obligada a volver a Siria.
Desde Siria, organizó un complot para derrocar a Macrino y reemplazarlo por su nieto Heliogábalo, hijo de Julia Soemias. Para legitimar esta pretensión, madre e hija fomentaron el rumor de que el muchacho era hijo ilegítimo de Caracalla, y tuvieron éxito, ya que Macrino era de origen oscuro, sin conexiones políticas.
Por el apoyo prestado, Heliogábalo concedió a Julia Mesa el título de Augusta avia Augusti (Augusta, abuela de Augusto). El nuevo emperador resultó un desastre, ofendiendo a los romanos con sus escándalos sexuales y religiosos, así que Julia Mesa decidió promover a su otro nieto, Alejandro Severo.
Primero convenció a Heliogábalo de adoptar a Alejandro, y poco después, el emperador fue asesinado por la Guardia pretoriana, junto con su madre. Ambos cuerpos fueron arrojados al Tíber, tras ser arrastrados por las calles.
Julia Mesa murió en fecha cercana a 226, y fue deificada, al igual que su hermana.